# ぼくを見て

「ぼくを見て」（Look at Me）は、ジョン・レノンの楽曲。1970年発表のアルバム『ジョンの魂』に収録されている。

## 概要
楽曲自体は1968年、ビートルズ時代に訪れたインドのリシケーシュで作曲が行われたが、ビートルズのアルバムには一切収録されず、改めて1970年にレコーディングが行われた。
レノンの弾くアコースティック・ギターは、1968年にインドに同行したシンガーソングライターのドノヴァンから習ったスリー・フィンガー・ピッキングという奏法を使用しており、この奏法はビートルズ時代の楽曲「ディア・プルーデンス」、「ジュリア」等でも使用されている。

## レコーディング
レコーディングは1970年10月7日にロンドンのEMIレコーディング・スタジオで行われた。

## クレジット
- ジョン・レノン - ボーカル、アコースティック・ギター